# 朱让枌
内江长子朱让枌（16世纪—1539年），明朝内江康靖王朱宾沚嫡长子。
正德十四年（1519年）封内江长子。嘉靖十八年（1539年）去世。
嘉靖二十三年（1544年）十月，朱宾沚去世。嘉靖三十年（1551年）十二月，朱让枌夫人杨氏所生的庶长子朱承㷫受册袭封为内江王。朱让枌没有追封为王的记载。